# Caraguatá (rijeka)
Caraguatá je rijeka u Urugvaju. Protječe departmanima Tacuarembó i Rivera te teče uz sjevernu granicu zemlje. Ulijeva se u rijeku Tacuarembó.
Pripada slijevu Atlantskog oceana. Teče iz smjera sjeverozapada prema jugoistoku. Ime rijeke na lokalnom govoru predstavlja ime endema (Eryngium horridum) koji raste samo uz obale rijeke., čije je značenje na indijanskom jeziku  "debeli list s bodljama".
Ukupna duljina rijeke od izvora do ušća u rijeku Tacuarembó iznosi 120 kilometara.